# 亞洲太平洋職業摔角聯盟
亞洲太平洋職業摔角聯盟（日文：アジア太平洋プロレス連盟；英文：Asia-Pacific Federation of Wrestling，簡稱：APFW），是集合日本、中國、台灣、新加坡、泰國等地的職業摔角團體而成的聯盟，此一名稱是武士道在2023年10月間，透過網路直播進行的戰略發表會中公開問世。
聯盟已在2024年4月14日，於台灣新北市新莊區的Zepp New Taipei，以新日本的「Wrestling World 2024」大賽，為該聯盟揭幕，當天則由帕舒路道場開場。

## 加盟團體
- 新日本職業摔角（ 日本）
- STARDOM（ 日本）
- 帕舒路道場（ 臺灣）
- DFW（ 中国）
- SETUP（ 泰國）
- Grapplemax（ 新加坡）

## 資料來源
1. ↑  . 東スポWEB. 2024-01-05  [2024-01-09]. （原始内容存档于2024-01-06） （日语）.
2. ↑   (新闻稿). 2023-10-10  [2024-01-09]. （原始内容存档于2024-01-06） （日语）.
3. ↑  . 普羅擂司. 2024-01-06  [2024-01-09]. （原始内容存档于2024-01-09） （中文（臺灣））.
4. ↑  . Pro Wrestling Dot Net. 2024-04-14  [2024-11-09]. （原始内容存档于2024-11-09） （英语）.